# Siu Mo To
Siu Mo To (kinesiska: 小磨刀) är en ö i Hongkong (Kina). Den ligger i den nordvästra delen av Hongkong.